# Чаатли
Чаатли (цез. ЧIакь) — село в Цунтинском районе Республики Дагестан. Входит в состав муниципального образования сельсовет Терутлинский.

## География
Находится в 12 км к северо-западу от с. Цунта.
Расположено на р. Цебаритлар (бассейн р. Метлуда).

## Население
| 1939 | 1970 | 1989 | 2002 | 2010 | 2021 |
| ---- | ---- | ---- | ---- | ---- | ---- |
| 32   | ↘22  | ↗44  | ↗69  | ↘50  | ↗77  |

## История
Ликвидировано в 1944 г., население переселено в Веденский район, восстановлено в 1957 г. после возвращения чеченцев из высылки.